# 朴成彬
朴成彬（韓語：박성빈，1871年6月6日—1938年9月4日），字和益

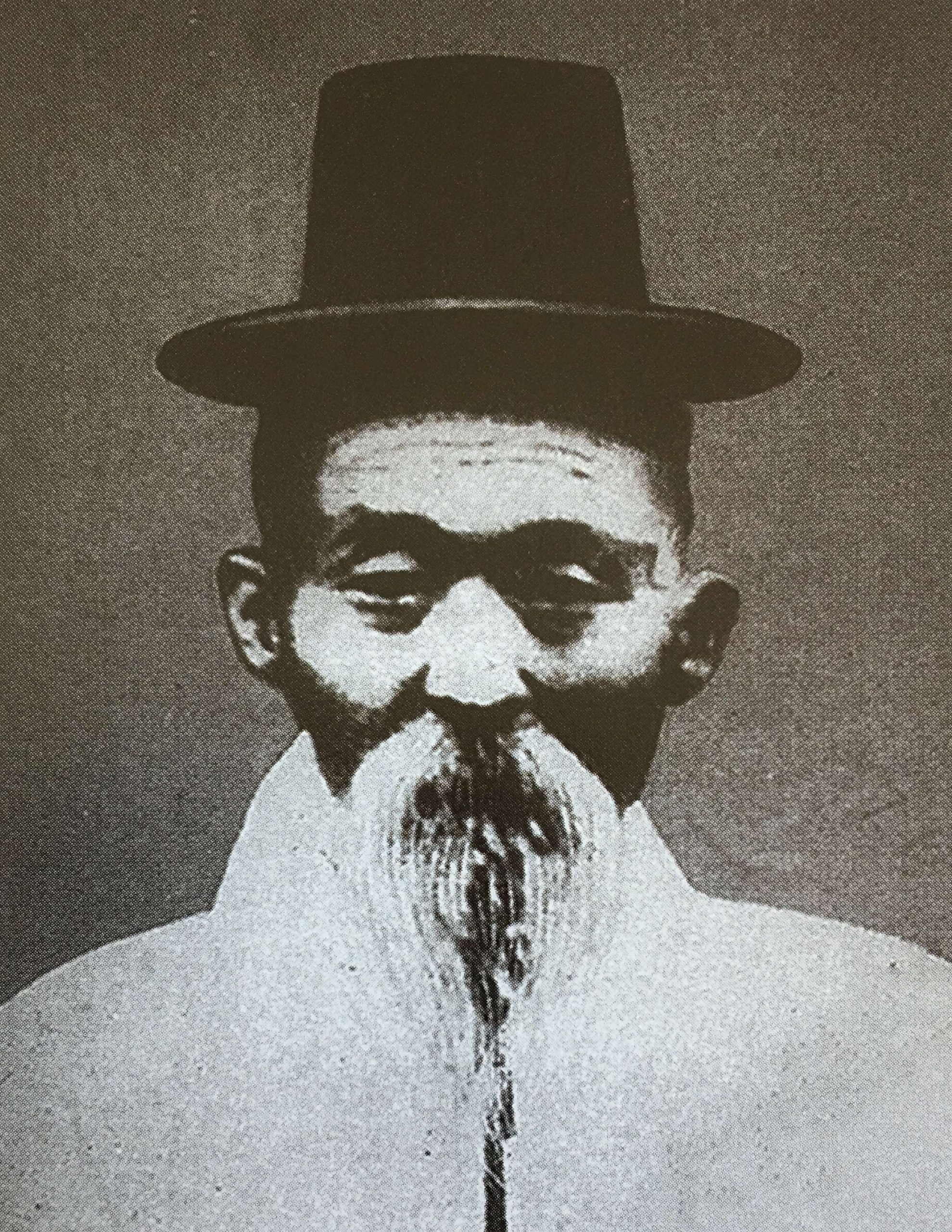
朴成彬

，朝鮮王朝末年武官，是大韓民國总统朴正熙的父亲。

## 履歷
朴成彬武科及第之后，效力副尉，歷任五衛和副司。曾参与東學農民運動（东学党起义），失败后回乡。1938年逝世，享年67岁。

## 家族
- 曾祖父：朴英煥（박영환，？－1838年），字華彥[1]
- 曾祖母：全州李氏（1786年－1849年），李亨浩之女
- 祖父：朴履燦（박이찬，？－1846年），字茂之
- 祖母：星州李氏（朝鲜语：성주 이씨），李以貞之女
- 父：朴永奎（박영규，1840年－1914年），字文瑞
- 母：星山李氏（朝鲜语：성주 이씨）（1840年－1915年），李培植之女
- 妻：白南義（朝鲜语：백남의）（1872年－1949年），本貫水原白氏、白樂春之女，封恭人
  - 子：朴東熙
    - 孫：朴在鴻（朝鲜语：박재홍 (1941년)）

  - 女：朴貴熙
  - 婿：殷龍杓
    - 外孫：殷熙萬
      - 外曾孫：殷志源

  - 子：朴武熙
    - 孫：朴在錫、朴在昊 等

  - 子：朴相熙，朝鲜人，共產主義者
    - 孫：朴埈弘（朝鲜语：박준홍 (정치인)），曾任韓國足球協會會長
    - 孫女：朴榮玉（朝鲜语：박영옥 (1929년)）
    - 孫婿：金鐘泌

  - 子：朴韓熙（早夭）
  - 女：朴在熙
  - 子：朴正熙，大韓民國第5－9任總統
  - 前媳：金好南（離異）
    - 孫女：朴在玉（朝鲜语：박재옥）

  - 媳：陸英修，第5－9任第一夫人
    - 孫女：朴槿惠，大韓民國第18任總統
    - 孫女：朴槿姈
    - 孫：朴志晚
    - 孫媳：徐香姬（朝鲜语：서향희），律師
      - 曾孫：朴世賢（2005年9月12日出生）
      - 曾孫：朴正炫（2014年1月31日出生）
      - 曾孫：朴志賢（2015年4月28日出生）
      - 曾孫：朴秀賢（2015年4月28日出生）
- 弟：朴龍彬
- 弟：朴一彬